# 维纳空间
維納空間是測度理論中的空間，在無限維度的向量空間中用來建立局部有限的正值測度。它是美国数学家諾伯特·維納在1923年研究抽象布朗运动时首先引进的。这牵涉到对维纳测度和积分，预期平移(非随机平移)，随机平移的介绍。

## 定義
設定{\displaystyle H}為可分離的希爾伯特空間，{\displaystyle E}為可分離的巴拿赫空間。{\displaystyle i:H\to E}是稠密集值域中的一個單射連續的線性映射（即{\displaystyle {\overline {i(H)}}=E}）。那個值域Radonifying function希爾伯特空間的柱集測度{\displaystyle \gamma ^{H}}。這三者{\displaystyle (i,H,E)}（即{\displaystyle i:H\to E}）被稱為抽象維納空間。在{\displaystyle E}上的測度{\displaystyle \gamma }被稱為{\displaystyle i:H\to E}的抽象維納空間。希爾伯特空間{\displaystyle H}也稱為Cameron-Martin 空間或再生核希爾伯特空間。